# Placówka Straży Celnej „Cyk”

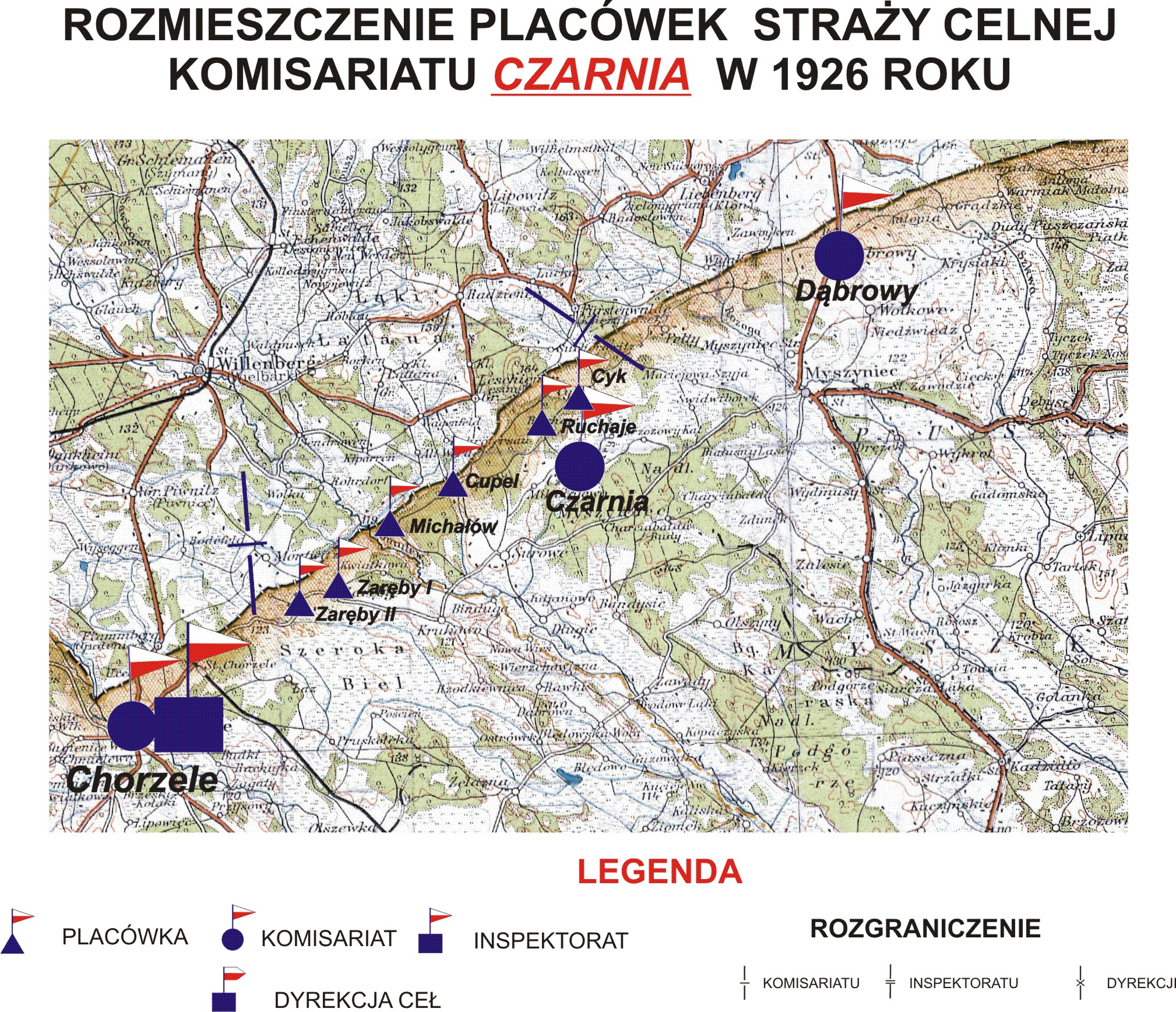
Rozmieszczenie placówek SC komisariatu "Czarnia" w 1926 roku

Placówka Straży Celnej „Cyk” – jednostka organizacyjna Straży Celnej pełniąca w okresie międzywojennym służbę ochronną na granicy polsko-niemieckiej.

## Formowanie i zmiany organizacyjne
Na wniosek Ministerstwa Skarbu, uchwałą z 10 marca 1920 roku, powołano do życia Straż Celną. Od połowy 1921 roku jednostki Straży Celnej rozpoczęły przejmowanie odcinków granicy od pododdziałów Batalionów Celnych. W 1921 roku w Dąbrowach stacjonował sztab 2 kompanii 1 batalionu celnego. 2 kompania celna wystawiła między innymi placówkę w Cyku. Proces tworzenia Straży Celnej trwał do końca 1922 roku. Placówka Straży Celnej „Cyk” weszła w podporządkowanie komisariatu Straży Celnej „Czarnia” z Inspektoratu SC „Chorzele”.
W drugiej połowie 1927 roku przystąpiono do gruntownej reorganizacji Straży Celnej. W praktyce skutkowało to rozwiązaniem tej formacji granicznej. Ochronę północnej, zachodniej i południowej granicy państwa przejęła powołana z dniem 2 kwietnia 1928 roku Straż Graniczna. W strukturach nowo powstałej formacji nie odtworzono placówki „Cyk”.

## Służba graniczna
Sąsiednie placówki
- placówka Straży Celnej „Pełty I” ⇔ placówka Straży Celnej „Ruchaje” − 1926[9][10]

## Funkcjonariusze placówki
Kierownicy placówki
| stopień          | imię i nazwisko, numer    | okres pełnienia służby | kolejne stanowisko |
| ---------------- | ------------------------- | ---------------------- | ------------------ |
| starszy strażnik | Kazimierz Filipczak (322) | był w 1926             |                    |

Obsada personalna placówki w 1926:
- starszy strażnik Kazimierz Filipczak (322)
- strażnik Walerian Kowlczyk (430)
- strażnik Stanisław Żukowski (456)
- strażnik Roman Smirowicz (1070)